# Жаліло Ярослав Анатолійович
Яросла́в Анато́лійович Жалі́ло (нар. 16 грудня 1970, м. Київ) — український економіст. Заступник директора Національного інституту стратегічних досліджень. Президент недержавної організації Центр антикризових досліджень. Кандидат економічних наук (1996). Старший науковий співробітник (2002). Доктор економічних наук (2016).

## Біографічні відомості
Ярослав Анатолійович Жаліло народився 16 грудня 1970 року в Києві. У 1993 році закінчив економічний факультет Київського університету (спеціальність — політична економія). У 1996 році закінчив аспірантуру.
У 1996 році в Київському університеті захистив кандидатську дисертацію «Стратегія і тактика в державному регулюванні ринкових економічних систем».
У січні — травні 1997 року навчався в Об'єднаному Віденському інституті (Австрія), у грудні 2000 року — в Школі політичних досліджень (Гарвардський університет, США).
2 вересня 2009 р. присвоєно почесне звання Заслуженого економіста України.
24 серпня 2013 р. нагороджений орденом "За заслуги" третього ступеня.
Від липня 1993 року — старший консультант, від жовтня 1997 року — завідувач відділу, від січня 2009 року — заступник директора, від квітня 2010 до серпня 2014 — перший заступник директора, від серпня до вересня 2014 — заступник директора Національного інституту стратегічних досліджень. З жовтня 2014 — провідний науковий співробітник Інституту економіки та прогнозування НАН України. З жовтня 2018 - заступник директора Національного інституту стратегічних досліджень.
У 1995–1996 роках був науковим консультантом президента Українського союзу промисловців і підприємців.
З листопада 2014 до червня 2015 — Радник Президента Асоціації платників податків України.
У 2016 р. в Інституті економіки та прогнозування НАН України захистив докторську дисертацію "Інституційна обумовленість і суб'єктність формування економічних стратегій".
З травня 2016 р. - керівник економічних програм Інституту суспільно-економічних досліджень.
З грудня 2017 р. по травень 2018 р. - директор з аналітичної роботи Інституту суспільно-економічних досліджень.
Від лютого 1999 року — президент громадської організації Центр антикризових досліджень.
Державний службовець: від травня 2005 року — третього рангу.
Володіє англійською, іспанською , польською та німецькою мовами

## Наукова діяльність
Автор (співавтор) монографій:
- «Регулювання ринкової економіки: сучасний досвід розвинених країн» (1996),
- «Економічна стратегія держави в нестабільних ринкових економічних системах» (1998),
- «Корпоративні інтереси і вибір стратегічних пріоритетів економічної політики» (1999, співавтор),
- «Економічна стратегія держави: теорія, методологія, практика» (2003),
- «Конкурентоспроможність економіки України в умовах глобалізації» (2005),
- «Теорія та практика формування ефективної економічної стратегії держави» (2009),
- "Державне управління регіональним розвитком України" (2010),
- "Політика енергоефективного розвитку і зміни клімату" (2014),
- "Managerial strategies for business sustainability during turbulent times" (2018),
- "Чинники і тренди економічного зростання в Україні" (2018),
- "Макроекономічна збалансованість для забезпечення стійкості державних фінансів та економічного зростання в Україні" (2020),
- "Макроперспективи ендогенізації економічного розвитку України" (2021),
- "Increasing Supply Chain Performance in Digital Society" (2022).